# Rhaphuma laosica
Rhaphuma laosica là một loài bọ cánh cứng trong họ Cerambycidae.